# Daniel Chipman

Daniel Chipman

Daniel Chipman (* 22. Oktober 1765 in Salisbury, Litchfield County, Colony of Connecticut; † 23. April 1850 in Ripton, Vermont) war ein US-amerikanischer Politiker. Zwischen 1815 und 1816 vertrat er den ersten Wahlbezirk des Bundesstaates Vermont im US-Repräsentantenhaus.

## Werdegang
Daniel Chipman war der jüngere Bruder von Nathaniel Chipman, der zwischen 1797 und 1803 für Vermont im US-Senat saß. Der ältere Chipman besuchte bis 1788 das Dartmouth College in Hanover (New Hampshire). Nach einem anschließenden Jurastudium und seiner Zulassung als Rechtsanwalt praktizierte er zwischen 1790 und 1794 in Rutland (Vermont) in seinem neuen Beruf.
Zwischen 1793 und 1850 war er Delegierter auf insgesamt fünf Versammlungen zur Überarbeitung der Staatsverfassung von Vermont. Im Jahr 1794 zog er nach Middlebury. Politisch wurde er Mitglied der von Alexander Hamilton gegründeten Föderalistischen Partei. Von 1798 bis 1808 und von 1812 bis 1814 sowie in den Jahren 1818 und 1821 war Chipman Abgeordneter im Repräsentantenhaus von Vermont. Zwischen 1813 und 1814 amtierte er als Präsident dieser Kammer. Außerdem lehrte er zwischen 1806 und 1818 das Fach Rechtswissenschaften am Middlebury College. Im Jahr 1808 war Chipman Mitglied des Beraterstabs des Gouverneurs von Vermont.
1812 wurde Chipman in die American Academy of Arts and Sciences gewählt. 1814 wurde er im ersten Distrikt von Vermont in das US-Repräsentantenhaus in Washington, D.C. gewählt. Dort trat er am 4. März 1815 die Nachfolge von William Czar Bradley an. Chipman übte sein Mandat im Kongress bis zu seinem Rücktritt am 5. Mai 1816 aus. Im Jahr 1824 wurde er Protokollführer (Court reporter) an einem Gericht in Vermont. 1828 zog er nach Ripton, wo er wieder als Anwalt praktizierte. Dort befasste er sich auch mit literarischen Angelegenheiten. Daniel Chipman verstarb im April 1850 in Ripton und wurde in Middlebury beigesetzt.